# Время-не-ждёт (роман)
«Время-не-ждёт» (англ. Burning Daylight) — роман американского писателя Джека Лондона об авантюристе Эламе Харнише по прозвищу Время-не-ждёт (burning daylight означает «сжигать свет дня», то есть тратить время впустую — это не любил делать главный герой, о чём часто говорил).
Книга вышла в 1910 году. В качестве прообраза главного героя стал один предприниматель из Сан-Франциско Фрэнк Смит.

## Сюжет
Элам Харниш, удачливый золотоискатель с Аляски, а также успешный предприниматель в Сан-Франциско — по натуре авантюрист, которому жизнь представляется игрой. Сначала упорно и мужественно трудясь, потом умело и цинично играя на бирже, Харниш нажил миллионы. Успешный бизнесмен Харниш жил по законам джунглей, пока не встретил стенографистку Дид Мэсон. С этого момента его жизнь кардинально изменилась: он стал более душевным, добровольно отказался от богатства и поселился с женой на скромном ранчо.
Однажды на ранчо он обнаружил золотую жилу, но засыпал жилу землёй, предпочтя душевное спокойствие материальным благам.

## Отзывы и критика
Книга пользовалась некоторым успехом у публики, хотя и не достигла популярности «Мартина Идена». Критики оценили правдивость сцен, описанных в романе, но отметили, что сама история выглядит как литературные упражнения. Одной из причин несколько холодного отношения публики к роману был назван его счастливый конец.

## Перевод на русский язык
Классический перевод на русский язык (1956)  выполнен Верой Максимовной Топер, входившей в «могучую кучку» кашкинской школы художественного перевода.
Нора Галь в своей книге «Слово живое и мёртвое» так описывает перевод названия романа:

Давным-давно и не один раз переводили у нас роман Дж. Лондона под разными названиями: «День пламенеет» и даже (не в честь ли киевского князя Владимира?) «Красное Солнышко». Так прозвали героя, то было его любимое присловье. И никто не задумывался, как странно звучат эти слова в краю долгой полярной ночи. А когда впервые задумались, стало ясно, что смысл присловья совсем иной: burning daylight по-английски значит «время не ждёт»; герой жаден к жизни, нетерпелив, силы в нем бурлят, отсюда и присловье, и прозвище. Но только в новом переводе настоящий мастер донёс это до читателя.

## Экранизация
Роман «Время-не-ждёт» был неоднократно экранизирован:
- Burning Daylight — фильм 1914 года Хобарта Босуорта в двух частях[3].
- Burning Daylight — фильм 1923 года Эдварда Сломэна[4].
- Burning Daylight — фильм 1928 года с Милтоном Силлсом и Дорис Кеньон[5].
- Lockruf des Goldes — австрийский четырёхсерийный сериал 1975 года[6].
- «Время-не-ждёт» — советский телефильм 1975 года.
- «Время-не-ждёт» — канадский фильм режиссёра Санжара Султанова с Робертом Неппером в главной роли[7].